# Paraspadella schizoptera
Espèce
Synonymes
- Spadella schizoptera Conant, 1895 – protonyme

Paraspadella schizoptera est une espèce de chaetognathes de la famille des Spadellidae.

## Description
Paraspadella schizoptera possède cinq à neuf crochets, une à trois dents antérieures et aucune dent postérieure. La longueur maximale d'un adulte est de 5 mm dont la moitié pour la queue. Le corps est ferme et musclé avec une musculature transversale sur le tronc. La tête est large avec des crochets non dentelés et il ne possède pas d'yeux. Il possède une paire de nageoires latérales courtes, entièrement rayonnées et arrondies sur le tronc et la queue. Le pont de nageoire est absent. La collerette est longue. Absence de diverticules intestinaux. Les vésicules séminales sont de forme inconnue et touchent les nageoires postérieures et la nageoire caudale. Les ovaires sont de longueur moyenne et immatures, ils se situent près de l'extrémité postérieure du ganglion ventral. Présence de papilles adhésives et de quatre appendices adhésifs, les glandes apicales sont absentes.

## Répartition géographique
Paraspadella schizoptera a été trouvé dans les eaux côtières de l'île de Bimini aux Bahamas.